# For you (May J.のアルバム)
『for you』（フォー・ユー）は、May J.の3枚目のオリジナル・フルアルバムである。

## 解説
- 前作から約9ヶ月ぶりのアルバム。
- 初回限定盤にはDVDが付いている。
- 少しでも前向きな気持ちになってもらいたいというのを意識し制作されたアルバムであり、タイトルの『for you』は、May J.の"心から歌いたいと思う気持ちを素直に表した言葉"から付けられた。

## 参加アーティスト
MAY'S・CHRIS・BUZZER BEATS・DJ KAORI・Diggy-MO' (SOUL'd OUT) ・クレンチ&ブリスタ・DAISHI DANCE

## 収録曲

### CD
1. Be mine 〜君が好きだよ〜
（作詞：Shoko Fujibayashi / 作曲：May J., Jeff Miyahara）
告白をテーマに制作された曲。着うたを先行配信した他、この曲のシングル（レンタル限定）をこのアルバムの発売に先駆けリリースした。
2. I'm yours
（作詞：Shoko Fujibayashi / 作曲：Azusa Umadome / 編曲：Yuuki Odagiri）
1曲目の「Be mine 〜君が好きだよ〜」の続編とされる曲。
3. My Sunshine
（作詞：bird / 作曲・編曲：GIRA MUNDO）
4. Sing for you / May J. × MAY'S
（作詞：EMI K. Lynn / 作曲・編曲：Hayato Tanaka）
レンタル限定でリリースされたシングル[1][2]。May J. × MAY'Sによるメイメイプロジェクトの第1弾となった楽曲。第2弾はMAY'Sのアルバム『Amazing』に収録されている。
5. 好きと言わせて
（作詞・作曲：AILI, May J. / 編曲：AILI）
6. Beautiful Days
（作詞：EMI K. Lynn / 作曲・編曲：Tatsugoo）
7. 風になりたい feat. CHRIS & BUZZER BEATS
（作詞・作曲：Kazufumi Miyazawa / Rap詞：CHRIS / 編曲：BUZZER BEATS & KAZUNORI FUJIMOTO）
THE BOOMの「風になりたい」のカヴァー曲。
8. 君がいて
（作詞：Narumi Yamamoto / 作曲・編曲：Daisuke "D.I" Imai）
9. WISH
（作詞：EMI K. Lynn / 作曲・編曲：Yukifumi Noda）
10. 手をつないで
（作詞：EMI K. Lynn / 作曲：Yuichi Hamamatsu, Maiko Kawabe, May J. / 編曲：Yuichi Hamamatsu）
11. Garden feat. DJ KAORI, Diggy-MO', クレンチ&ブリスタ
（作詞：Sugar Soul, Diggy-MO', Clench, Mr.Blistah / 作曲：Sugar Soul & Kenji Furuya / 編曲：DJ KAORI, DJ YUTAKA & Shingo.S）
自身のブレイクのきっかけとなった楽曲であり、このアルバムのコンセプトにもぴったりということから、前作『FAMILY』に続き収録。本作のために再録したものである。
12. ありがとう
（作詞：Masato Odake / 作曲・編曲：OVERJOYED）
13. for you
（作詞・作曲：May J.）
14. Garden (CLASSIC HOUSE ANTHEM) -English ver.- / May J. × DAISHI DANCE
英訳はMay J.が担当。

### DVD（初回盤のみ）
1. Be mine 〜君が好きだよ〜 -Music Video-
2. Sing for you –Music Video
3. My Sunshine -Special Movie-
4. I'm yours –Short Movie-
5. 手をつないで -Special Movie-
6. ありがとう -Special Movie-

## タイアップ
Be mine 〜君が好きだよ〜
TBSテレビ「Take Me Out」エンディング（2010年2月,3月）
フジテレビ系「ミューサタ」2月度エンディングテーマ
全国30局ネット「Music B.B.」2月毎週特集。
名古屋テレビ「キングコングのあるコトないコト」2月度エンディング
テレビ大阪「NIGHT CRUISING」2月度エンディング
広島ホームテレビ「アグレッシブですけど、何か?」2月度エンディング
I’m yours
テレビ朝日系「FUTURE TRACKS→R」2月度エンディング・トラック
My Sunshine
テレビ東京系「ゴッドタン」2・3月期エンディングテーマ
Sing for you / May J.×MAY’S
レコチョク TV-CF ソング
君がいて
テレビ東京系列「嬢王 -Virgin-」主題歌